# Cinémobile
Les cinémobiles sont des salles de cinéma françaises d'une centaine de places assises installées dans un camion, actifs dans la région Centre-Val-de-Loire.
Le concept a été initié en 1983. En 2019, trois camions visitent 46 communes réparties sur cinq départements.

## Histoire
Le premier cinémobile est lancé en 1983.
Un deuxième cinémobile est mis en fonction et baptisé du nom de l'acteur et réalisateur français Jacques Tati, à Mondoubleau en 1992. Il est inauguré par l'actrice française Catherine Deneuve.
Le premier cinémobile livré par la société Toutenkamion roule depuis 1989,.
En 2013, les trois camions adoptent la technologie numérique.

## Géographie

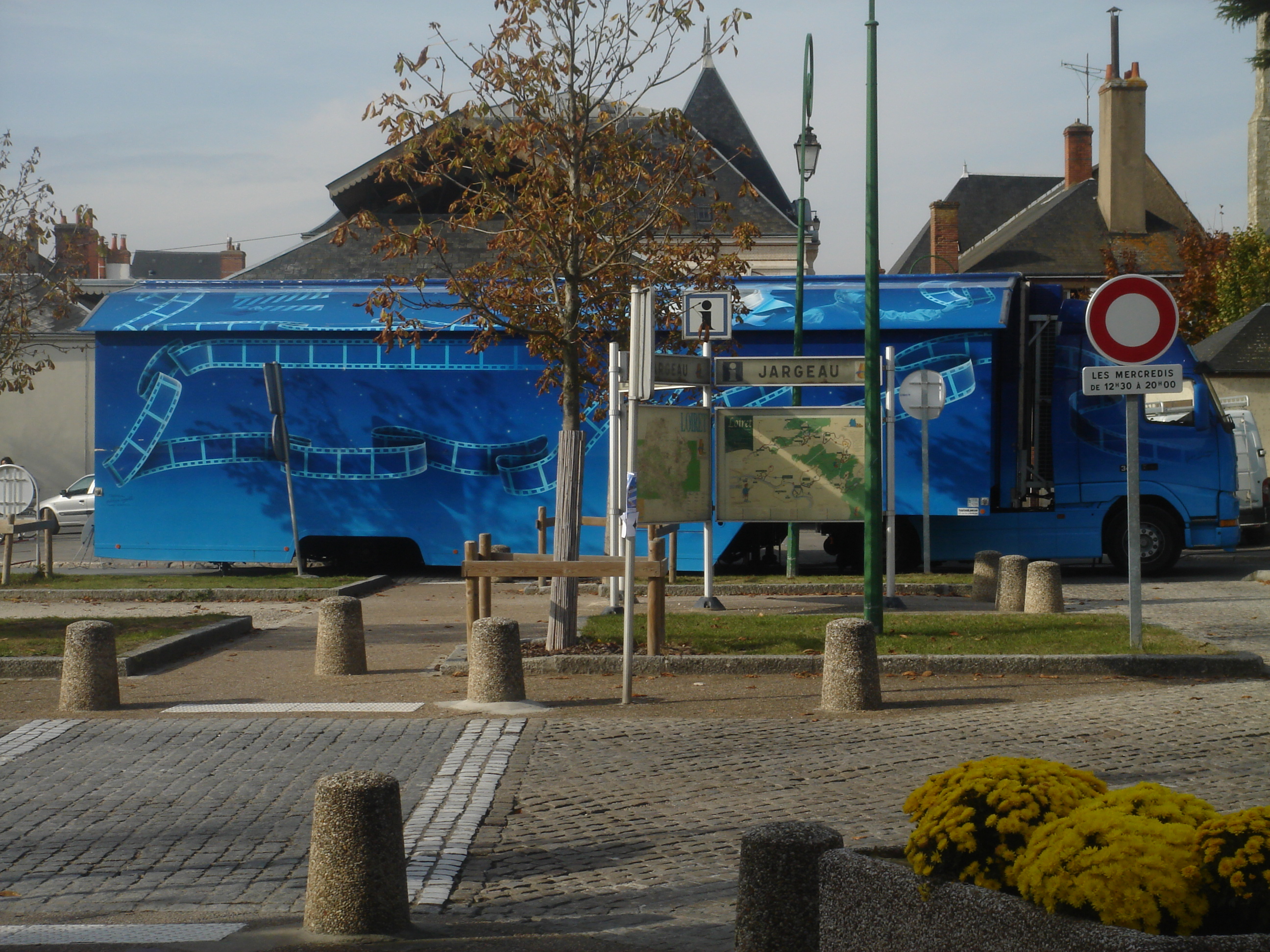
Le cinémobile à Jargeau dans le Loiret

Actuellement, trois cinémobiles sont exploités en France, tous dans la région Centre-Val de Loire, ils ont reçu les noms de personnalités françaises du milieu cinématographique : Tati, Carmet et Montand.
Chaque mois, les cinémobiles visitent 46 communes réparties dans cinq départements :
- Cher (10 communes) : Châteaumeillant, Le Châtelet, Dun-sur-Auron, Graçay, La Guerche-sur-l'Aubois, Lignières, Mehun-sur-Yèvre, Nérondes, Sancerre, Sancoins
- Eure-et-Loir (8) : Brou, Courville-sur-Eure, Illiers-Combray, Maintenon, Nogent-le-Roi, Orgères-en-Beauce, Rouvray-Saint-Denis, Toury, Voves
- Indre (5) : Écueillé, Éguzon-Chantôme, Saint-Benoît-du-Sault, Sainte-Sévère-sur-Indre, Valençay
- Loir-et-Cher (5) : Mer, Mondoubleau, Neung-sur-Beuvron, Oucques, Ouzouer-le-Marché
- Loiret (19) : Artenay, Bazoches-les-Gallerandes, Beaune-la-Rolande, Bellegarde, Briare, Cerdon, Châteauneuf-sur-Loire, Châtillon-Coligny, Dordives, Fay-aux-Loges, La Ferté-Saint-Aubin, Jargeau, Lorris, Neuville-aux-Bois, Patay, Puiseaux, Traînou, Sermaises, Vienne-en-Val

## Description
Le camion semi-remorque Volvo FH12 (4,6 mètres de gabarit) se déploie à l'aide de vérins et se transforme en une véritable salle de cinéma en moins d'une heure. Le tout est piloté par une personne qui assure les rôles de conducteur du camion, technicien et projectionniste.
Fabriquées selon les règles des salles de cinéma fixes, ces salles sont exploitées dans les villages ou les petites villes où aucune salle fixe n'est implantée. Le cinémobile bénéficie d'un agrément délivré par le Centre national du cinéma et de l'image animée.

## Chiffres clés[4]
| Année | Spectateurs | Séances | Films |
| ----- | ----------- | ------- | ----- |
| 2014  | 57 499      | 1 791   | ?     |
| 2017  | 62 325      | 2 047   | 123   |
| 2019  | 56 637      | 2 021   | 149   |